# 제임스 포먼
제임스 포먼(James Forman, 1929년 10월 4일 ~ 2005년 1월 12일)은 미국의 작가, 언론인, 정치 철학자, 권리신장운동가이자 혁명적 사회주의자이며 그 활동적 기간의 대부분 동안 학생 비폭력 조정 위원회의 지도자였다.

## 어린 시절과 교육
일리노이주 시카고에서 태어난 포먼은 자신의 초기 세월을 미시시피주 마셜군에 있는 조모의 농장집에서 보냈다.  시카고에 있는 엥글우드 고등학교를 졸업에 그는 한 학기를 위하여 중학교에서 수학하였다.  그는 인원 분류 전문가로서 미국 공군에 입대하였다.  4년 복무를 완료한 포먼은 서던캘리포니아 대학교에 입학하였지만 잘못된 구속 혐의가 그를 그의 최종 시험을 치르지 못하게 하였을 때 그의 전공이 중단되었다.  이 일은 또한 무장 복무와 다른 곳에서 그가 관찰한 인종주의로 새로운 의미를 주었다.
시카고에서 돌아온 포먼은 루스벨트 대학교의 지적으로 충전된 환경에서 뛰어났다.  거기서 그는 전교생의 회장과 1956년의 국립 학생 협회로 대의원을 지냈다.  1957년의 가을에 보스턴 대학교에서 아프리카 정세에 졸업 수학들을 시작한 그는 아칸소주 리틀록에서 어린이들이 학교를 인종접으로 통합하려고 시도하고 있었을 때 아프리카를 공부하는 데 아직 자신을 화해하지 못했다.  그는 보스턴을 떠나〈시카고 디펜더〉의 기자로서 남부로 갔다.  이 시기 동안 그는 또한 비폭력의 철학이 거대한 사회적 변화를 일으킬 인종간 민권 단체들의 이상에 관한 소설을 쓰기도 하였다.

## 학생 비폭력 조정 위원회와 함께 국가적 조직
교사가 되는 데 시카고로 돌아온 포먼은 인종 평등 의회 (CORE)와 제휴된 단체 긴급 구조 위원회와 연루되었고, 테네시주 파예트군에서 투표하는 데 등록하기 위하여 자신들의 집들로부터 퇴거된 흑인 소작인들에게 식량과 의류를 제공하는 데 바쳤다.  1960년 그는 전미 유색 인종 지위 향상 협회 (NAACP)의 지방 지부의 우두머리 로버트 F. 윌리엄스를 보조하러 노스캐롤라이나주 먼로로 가면서 민권 운동에 정식으로 가입하였다.  지방 백인들과 자신의 직면에서 윌리엄스는 무장 자기 방어에 관한 자신의 결정으로 전미 유색 인종 지위 향상 협회에 의하여 비난을 받았다.  아직도 교사로 있었어도 포먼은 남부의 학생 운동가들과 자신의 인연을 유지하였고, 그들로부터 거의 그의 소설이 제안한 조직처럼 구조된 학생 비폭력 조정 위원회 (SNCC)로 불린 새롭게 형서왼 단체에 관하여 들었다.  어떤 토론이 있던 후에 포먼은 교사직을 떠나고 애틀랜타에 있는 학생 비폭력 조정 위원회의 국가 본부로 갔다.  한주 안에 그는 1961년 사무총장으로 임명되었다.  연루의 8년 세월에 학생 비폭력 조정 위원회로 포먼의 거대한 공헌은 조직이 필요했던 관리 실력과 정치적 지적 교양을 제공하는 그의 능력이었다.  그는 유능한 직원을 기용하였고, 학생 비폭력 조정 위원회의 다양한 파벌로 규율과 방향은 물론 연구와 기금 활동들로 전문성을 가져왔다.

### 민권 운동
학생 비폭력 조정 위원회의 사무총장으로서 포먼은 국가에서 모든 주요 민권 논쟁에 연루되었다.  그는 유명한 "자유의 기수"를 조정하였고, 백인 공동체들에서 백인 민권 노동자들의 이용을 주창하였다.  그는 올버니에서 마틴 루터 킹 주니어의 캠페인을 위한 길을 닦은 올버니 운동을 시작하였다.  그는 1963년의 워싱턴 행진을 존 F. 케네디 행정부와 자유 노동 투표로 흑인 지도자들에 의한 "배신 행위"로서 비판하였다.  1964년 포먼과 패니 루 헤이머는 민주당 전당 대회에서 민주당과 미시시피 자유 민주당에 의하여 해결된 타협을 반대하였다.  추가로 그는 주류의 흑인 지도자들의 자본주의적 지향을 의문하였고, 인종주의, 자본주의와 제국주의 중에 상관관계들을 이해하지 못한 것으로 그들을 혹평하였다.  포먼은 또한 대부분의 민권 운동 단체들이 "단체 혹은 사람 중심"이라기 보다 "지도자 중심"이었기 때문에 그들을 효과가 없거나 오래 지속되지 않았던 것을 주목하였다.  제임스 파머가 자신의 자서전 〈마음을 드러내다〉에서 주목한 대로 "포먼은 변덕스럽고 타협하지 않는 화가 난 청년이었다.  그의 머리는 남부에서 전선들에 수도 없이 곤봉으로 맞았다.  그는 도시 연맹과 전미 유색 인종 지위 향상 협회의 타입들과 참을성이 없었으며 그는 긴장했고 아마도 사소한 전투가 피곤했을 것이다."라고 한다.
학생 비폭력 조정 위원회의 국제 정세 위원회의 국장으로서 포먼과 다른 10명의 직원들은 1964년 기니 정부의 내빈들로서 아프리카로 갔다.  이 여행은 그의 견해를 바꾸기 시작하였고, 그는 인종주의의 지구촌 분석을 개발하였다.  그의 이해는 프란츠 파농, 체 게바라, 콰메 은크루마, 피델 카스트로와 맬컴 엑스의 업적들을 읽으면서 형성되었다.  1967년 그는 잠비아에서 "인종주의, 식민지주의와 아파르트헤이트에 대한 보이지 않는 투쟁"의 제목의 논문을 배달하였다.  그의 국제주의 방향 지시는 그를 1968년 외무장관과 정치 교육 국장으로서 흑표당 (BPP)에서 임명을 받아들이는 데 이끌었다.  (1967년 일찍이 학생 비폭력 조정 위원회와 흑표당은 다수의 모험적 사업과 활동들을 조정하였다.)

### 학생 비폭력 조정 위원회 이후의 업무
이 동맹은 곧 끝났고, 포먼은 당시 위원회의 의장 H. 랩 브라운에 의하여 자신이 본질적으로 폐기되었을 때 1969년 학생 비폭력 조정 위원회 마저 떠났다.  포먼이 떠나기 전에 그는 1960년대의 외부로 나오는 데 가장 자극적인 도전들 중의 하나를 전달하였다.  1969년 4월 디트로이트에서 열린 흑인 경제 개발 회의에서 주어진 연설에서 포먼은 정부를 장악하고, 그 수단들을 새로운 방향으로 돌리는 데 "혁명적 흑인 선구자"를 요구하였다.  추가로 이제 그의 유명한 "흑인 성명서" (Black Manifesto)에서 그는 "자본주의 제도의 일부이자 한떼인 백인의 교회들과 유대교 시나고그들"이 노예제와 인종 착취를 위한 배상금을 위하여 흑인들에게 50억 달러를 내는 것을 요청하였다.  구체적으로 특별히 그는 서던 랜드 은행, 4개의 주요 출판 기업들, 4개의 텔레비전 방송망, 하나의 흑인 노동 파업과 국방 기금 훈련 센터와 하나의 새로운 흑인 대학을 요청하였다.  충분히 흥미롭게 어떤 기금들은 들어왔지만 대부분은 전통적 흑인 교회와 조직들에게 주어졌다.
어떤 방향에서 "흑인 성명서"는 포먼의 거대한 순간이었다.  그는 그 당시의 부를 역사적 착취와 연결하였고, 그러므로 그는 미국 사회에 궁극의 도전을 제시하였다.  1970년대 초반에 포먼은 자신의 시간의 대부분을 흑인 혁명당원들에 자신의 거대한 업무를 쓰는 데 보냈다.
1977년 그는 코넬 대학교에서 졸업생으로 명부에 올렸다.  그는 1980년 아프리카와 아프리카계 미국인 역사에서 전문 수학 석사를 받았다.

## 이후의 생애와 사망
1983년 포먼은 메트로폴리탄 워싱턴 중앙 노동 협의회의 회장에게 입법 보조인으로 1년의 기간을 지냈다.  그는 워싱턴 D.C.에서 시민·인권 단체인 실업 빈곤 협의회 (UPAC)의 의장이었다.  민권 운동 시대의 주요 지도자들 중의 하나로서 포먼은 미국에서 혁명 조직을 개발하는 데 추구한 흑인 행동주의의 차원을 지속적으로 대표하였다.  그는 또한 1985년 정책학 연구소와 함께 협동에서 실험 대학 연합으로부터 철학박사 학위를 받았다.  1990년 4월 포먼은 자신에게 패니 루 헤이머 자유상을 수여한 국립 흑인 시장 회의에 의하여 영예를 얻었다.
2005년 1월 10일 그는 76세의 나이에 워싱턴 D.C.에 있는 호스피스 워싱턴 하우스에서 대장암으로 사망하였다.